# Susie's New Shoes
Susie's New Shoes è un cortometraggio muto del 1914 diretto da Harry A. Pollard. Basato su un soggetto di J. Edward Hungerford, il film aveva come interpreti lo stesso regista, sua moglie Margarita Fischer, Joe Harris, Fred Gamble, Mary Scott.
Il film è il sequel di un altro cortometraggio prodotto dalla Beauty (American Film Manufacturing Company), Suzanna's New Suit.

## Trama
La signora Van Dusen governa con mano di ferro il marito, ma quando gli chiede una forte cifra per andare a fare compere, lui cerca debolmente di protestare, senza successo. Mentre lei si prepara a uscire, Van Dusen sottrae furtivamente il borsellino dalla borsa della moglie. Suzanna, convinta di avere la somma che le serve, si affretta ad andare al negozio di scarpe per comprarsene un costoso paio nuovo. Mentre prova le scarpe, la signora Riley, povera ma onesta, prende per sbaglio la borsa di Suzanna. Accorgendosi dell'errore, torna indietro e la restituisce. Poi se ne va. Suzanna, guardando all'interno della borsa, vede che manca il borsellino e crede che sia stato rubato dalla signora Riley. Con indosso le scarpe nuove non ancora pagate, insegue la supposta ladra, ma pure lei è oggetto di un inseguimento, quello del commesso del negozio, che la fa arrestare. Le due donne sono portate al posto di polizia e la signora Van Dusen è autorizzata a telefonare al marito.

Van Dusen è ora in una situazione difficile. Deve spiegare le cose alla moglie oppure la povera signora Riley finirà in prigione. Riesce però a infilare nella borsa il borsellino della discordia senza farsi accorgere. Quando Suzanna lo trova, crede di essersi sbagliata e che il borsello sia sempre stato lì. Dopo avere pagato le scarpe, si profonde in grandi scuse con la signora Riley, offrendole il contenuto di tutta la borsa. Mister Van Dusen conclude che ingannare sua moglie è un affare costoso.

## Produzione
Il film fu prodotto dalla Beauty (American Film Manufacturing Company).

## Distribuzione
Distribuito dalla Mutual, il film - un cortometraggiio in una bobina - uscì nelle sale statunitensi il 25 agosto 1914.